# Сарантапороська битва (1912)
Сарантопороська битва (грец. Μάχη του Σαρανταπόρου) — перший великий бій між грецькою і турецькою арміями під час Першої Балканської війни. Завершився перемогою грецької армії і поклав початок звільненню провінції Македонія.

## Передісторія
Македонія поряд з іншими грецькими провінціями брала участь у Визвольній війні Греції 1821—1829 років, проте залишилася поза межами відродженої грецької держави. Усі наступні повстання і невдала Греко-турецька війна 1897 року привели до возз'єднання Македонії з Грецією. Коли У 1912 році Греція приєдналася до союзу Сербії, Чорногорії та Болгарії, перед грецькою армією стояли два завдання: Македонія і Епір. Греція вступила у війну 5 жовтня — на наступний день після вступу у війну Сербії і Болгарії.

## Сили сторін

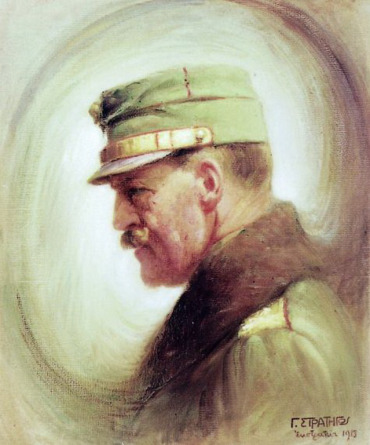
Художник Георгіос Стратігос. Командуювач армією, принц Костянтин І

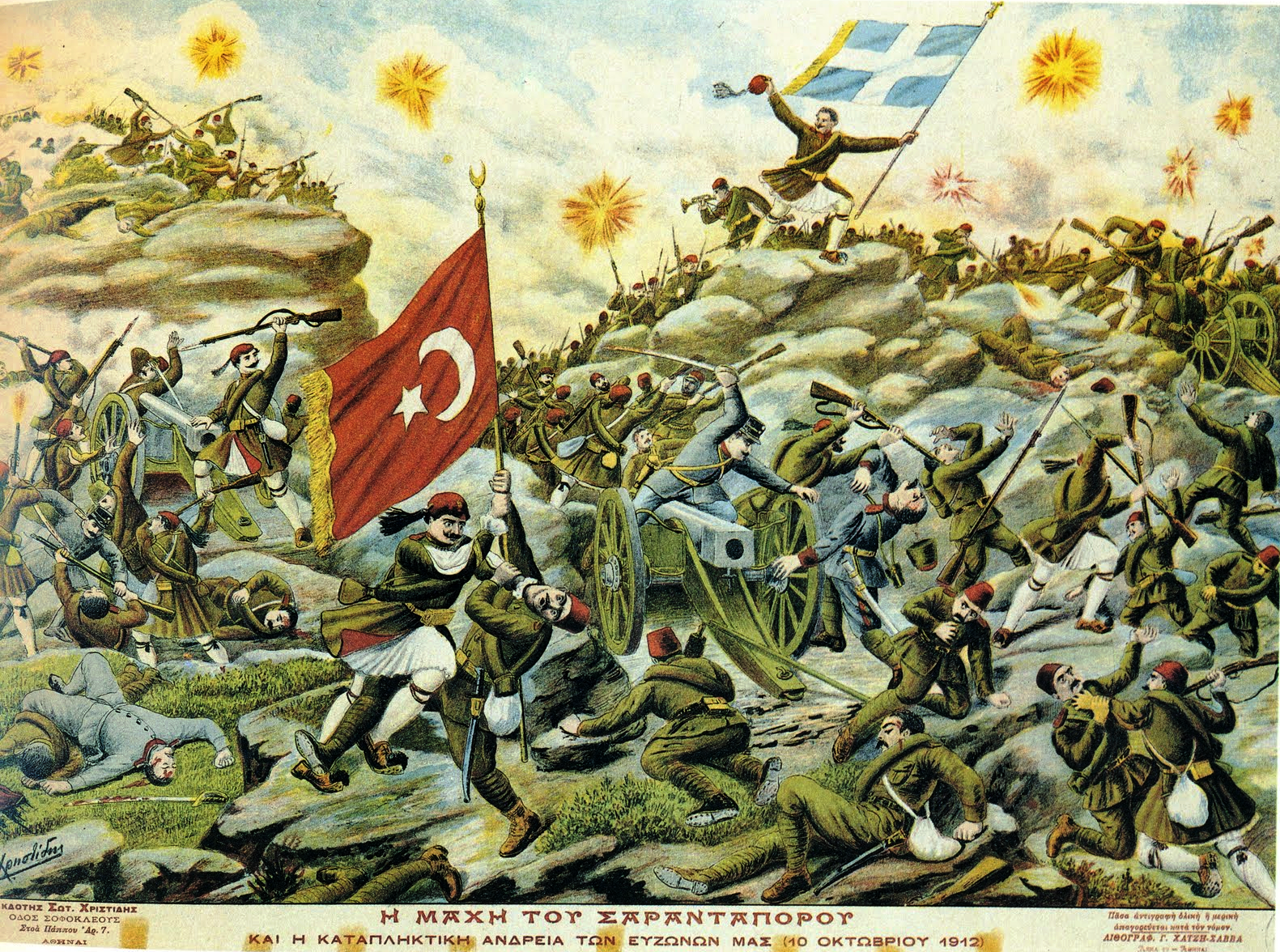
Бій

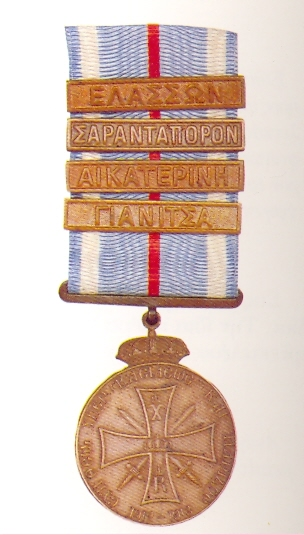
Грецька медаль Першої Балканської війни

Грецька Фессалійська армія під командуванням принца Костянтина і начальника штабу генерала Дангліса включала в себе 6 дивізій (1-ша-6-та), 7-а дивізія була сформована в прикордонному тоді місті Лариса, кавалерійську бригаду і 4 окремих батальйони королівської гвардії (евзони). Проти грецької Фессалійської армії Османська імперія виставила 7-й корпус під командуванням Хасана Тахсин-паші, що складався з трьох дивізій. Османи сподівалися втримати ці сильні гірські позиції, укріплення яких були модернізовані під керівництвом німецької військової місії перед початком війни.

## Мелуна
Гора Мелуна висотою 540 м, була кордоном Грецького королівства і Османської імперії. Для грецької армії Мелуна була символічним місцем, оскільки у війні 1897 року грецька армія не змогла подолати тут турецьку оборону.
Грецька армія атакувала Мелуну 5 жовтня. 1-ша і 2-га грецькі дивізії, практично не зустрівши опору з боку 1500 турків, вийшли в долину міста Елассона і підійшли 7 жовтня до ущелини річки Сарантапоро, що веде з Фессалії в Західну Македонію.

## Сарантапоро

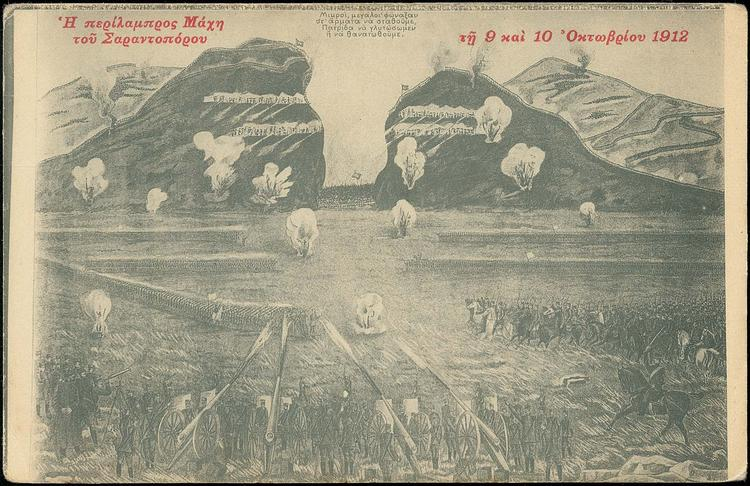
Грецька пропагандистська картка Сарантопороської битви

Грецький наступ в ущелині розпочався 9 жовтня. 1-ша, 2-га і 3-тя грецькі дивізії атакували турецькі позиції, а 4-та дивізія спробувала обійти турків із заходу по лівому флангу, і, обійшовши турецьку лінію оборони, зайняти гірський прохід Порта в тилу турецьких сил. 5-й дивізії було наказано провести ще більш дальній маневр в західному напрямку. Наступ грецьких військ на відкритій місцевості призвело до втрат, але грецькі дивізії насідали на турецьку лінію оборони.
5-та дивізія зустріла завзятий опір, але 4-й дивізії вдалося відкинути турків і зайняти позицію, що їй передбачалась. Усвідомивши загрозу, в результаті успіху 4-ї грецької дивізії і щоб уникнути повного оточення, в ніч з 10 на 11 жовтня турки відступили, рухаючись в темряві і під сильним дощем.

## Значення
Хоча бій не закінчився розгромом турецьких сил, він підтвердив високий моральний дух грецького солдата і позитивні результати реорганізації армії, розпочатої після закінчення війни 1897. Більш того, ущелина Сарантапоро була єдиною позицією, де османські війська могли б зупинити грецький наступ. Німецький фельдмаршал Кольмар фон дер Гольц, будучи радником османів, заявляв, що Сарантапоро стане могилою грецької армії. Пройшовши Сарантапоро, грецька армія вийшла в Західну Македонію, почавши тим самим довгоочікуване звільнення всієї Македонії.

## Пам'ять
Біля південного входу в ущелину Сарантапоро в колишньому турецькому заїжджому дворі, де розташовувалася грецька ставка, сьогодні знаходиться «Музей Сарантопороської битви».